# WEEE 지침

WEEE 심볼

WEEE 지침(WEEE 指針)은 전자 쓰레기(waste electrical and electronic equipment, WEEE)에 대한 유럽 경제 공동체 지침 2012/19/EU이며, 2003년 2월 유해물질 제한지침 2002/95/EC와 함께 유럽 연합법이 되었다.

## 같이 보기
- 전자 쓰레기
- 그린 컴퓨팅
- 유해물질 제한지침